# Novoanninski
Novoanninski (en russe : Новоаннинский) est une ville de l'oblast de Volgograd, en Russie, et le centre administratif du raïon Novoanninski. Sa population s'élevait à 17 277 habitants en 2013.

## Géographie
Novoanninski est arrosée par la rivière Bouzoulouk, dans le bassin du Don. Elle se trouve à 239 km au nord-ouest de Volgograd.

## Histoire
Novoanninski a le statut de ville depuis 1956.

## Population
Recensements (*) ou estimations de la population
| 1939*  | 1959*  | 1970*  | 1979*  | 1989*  |
| ------ | ------ | ------ | ------ | ------ |
| 15 244 | 18 664 | 20 461 | 20 932 | 20 922 |

| 2002*  | 2006   | 2010*  | 2012   | 2013   |
| ------ | ------ | ------ | ------ | ------ |
| 19 472 | 18 635 | 17 912 | 17 546 | 17 277 |